# Ekstraklasa kobiet w tenisie stołowym (2019/2020)
Ekstraklasa kobiet w tenisie stołowym 2019/2020 – 72. edycja rozgrywek pierwszego poziomu ligowego kobiet w Polsce. Brało w niej udział 10 drużyn.
1 kwietnia 2020 roku z powodu pandemii COVID-19 zarząd PZTS (Polski Związek Tenisa Stołowego) zdecydował o przedwczesnym zakończeniu rozgrywek, natomiast klasyfikacja końcowa została ustalona na podstawie tabel w dniu zawieszenia rozgrywek. Z uwagi na różną ilość rozegranych meczów przez poszczególne drużyny parametrem decydującym o kolejności był stosunek zdobytych punktów do ilości rozegranych meczów.
Triumfatorem rozgrywek został KTS Enea Siarka Tarnobrzeg, ponieważ do momentu przerwania rozgrywek SKTS Sochaczew zajmował 2. miejsce rozgrywając o jeden mecz więcej niż sklasyfikowany na 3. miejscu KU AZS UE Wrocław, obydwu klubom zostały przyznane srebrne medale, zaś brązowy medal dostał sklasyfikowany na 4. miejscu Bebetto AZS UJD Częstochowa.

## Składy drużyn
| Asterm Dojlidy Białystok   | Asterm Dojlidy Białystok   | ATS east rent Białystok          | ATS east rent Białystok          | Bebetto AZS UJD Częstochowa | Bebetto AZS UJD Częstochowa | Bronowianka Kraków   | Bronowianka Kraków  |
| -------------------------- | -------------------------- | -------------------------------- | -------------------------------- | --------------------------- | --------------------------- | -------------------- | ------------------- |
| Julia Filipowicz           | 2002                       | Zauresz Akaszowa                 | 2000                             | Tetiana Biłenko             | 1983                        | Xuan Goi Tui         | 2001                |
| Michalina Górska           | 2003                       | Magdalena Buchowska              | 2009                             | Aleksandra Jezik            | 2005                        | Sandra Kozioł        | 2000                |
| Katarzyna Grzybowska-Franc | 1989                       | Gabriela Dyszkiewicz             | 2000                             | Klaudia Mazur               | 2003                        | Karolina Pęk         | 1998                |
| Julia Jackowska            | 2001                       | Karolina Godlewska               | 2009                             | Joanna Narkiewicz           | 1975                        | Marta Smętek         | 1986                |
| Alicja Jarkowska           | 2005                       | Beata Huszcza                    | 1977                             | Aleksandra Pięta            | 1991                        | Ilona Sztwiertnia    | 2004                |
| Darja Kisiel               | 2002                       | Paulina Knyszewska               | 1997                             | Julia Szemiel               | 1999                        | Alicja Śliwa         | 1998                |
| Julia Łącka                | 2003                       | Katarzyna Nowocin                | 1994                             | Sandra Wabik                | 1995                        | Nozami Takeuchi      | 1994                |
| Ma Yuhan                   | 2000                       | Monika Tereszkiewicz             | 2001                             | Diana Wrzosek               | 1998                        | Dominika Wołowiec    | 1997                |
| Weronika Mielnicka         | 2000                       | Wang Xinyue                      | 1991                             | Karolina Zając              | 1997                        | Anna Zając           | 2002                |
|                            |                            | Julia Wasilewska                 | 2004                             | Roksana Załomska            | 1991                        |                      |                     |
| KTS Enea Siarka Tarnobrzeg | KTS Enea Siarka Tarnobrzeg | KU AZS PWSIP Metal-Technik Łomża | KU AZS PWSIP Metal-Technik Łomża | KU AZS UE Wrocław           | KU AZS UE Wrocław           | MUKS Start Nadarzyn  | MUKS Start Nadarzyn |
| Gu Ruochen                 | 1994                       | Justyna Gutowska                 | 2001                             | Natalia Bajor               | 1997                        | Julia Czubakowska    | 2004                |
| Han Ying                   | 1983                       | Aleksandra Jarkowska             | 2003                             | Julia Furman                | 2005                        | Dominika Gilewska    | 2002                |
| Li Qian                    | 1986                       | Liu Luqi                         | 2000                             | Zuzanna Gaworska            | 2003                        | Paulina Krzysiek     | 1996                |
| Wiktoria Pawłowicz         | 1978                       | Karolina Łada                    | 1990                             | Julia Girulska              | 2002                        | Maja Pawłowska       | 2004                |
| Elizabeta Samara           | 1989                       | Weronika Łuba                    | 1992                             | Liu Siyu                    | 2000                        | Julia Ślązak         | 1999                |
| Kinga Stefańska            | 1980                       | Maja Miklaszewska                | 2001                             | Liu Ye                      | 1998                        | Katarzyna Ślifirczyk | 1993                |
| Julia Szczepanik           | 2004                       | Eliza Modzelewska                | 2006                             | Julia Szymczak              | 2000                        | Kinga Teodorczuk     | 2005                |
| Wu Yue                     | 1990                       | Ren Bingran                      | 1992                             | Anna Węgrzyn                | 2001                        | Amelia Wiącek        | 2003                |
| Agata Zakrzewska           | 2000                       | Joanna Sokołowska                | 2001                             | Katarzyna Węgrzyn           | 2001                        | Wiktoria Ziemkiewicz | 2000                |
|                            |                            | Izabela Wysmułek                 | 2002                             |                             |                             |                      |                     |
| Anna Zielińska             | 1992                       |                                  |                                  |                             |                             |                      |                     |
| Polmlek Lidzbark Warmiński | Polmlek Lidzbark Warmiński | SKTS Sochaczew                   | SKTS Sochaczew                   |                             |                             |                      |                     |
| Natalia Bogdanowicz        | 2007                       | Irina Ciobanu                    | 1995                             |                             |                             |                      |                     |
| Alicja Leśniak             | 1993                       | Natalia Gawrylczyk-Zielińska     | 1986                             |                             |                             |                      |                     |
| Ma Wenting                 | 1990                       | Daria Łuczakowska                | 1984                             |                             |                             |                      |                     |
| Aleksandra Michalak        | 2001                       | Agata Pastor                     | 1986                             |                             |                             |                      |                     |
| Rui Fang Dong              | 1975                       | Magdalena Sikorska               | 1986                             |                             |                             |                      |                     |
|                            |                            | Aleksandra Wojtczak              | 2000                             |                             |                             |                      |                     |

## Kluby
| Klub                             | Sezon 2018/2019 |
| -------------------------------- | --------------- |
| Asterm Dojlidy Białystok         | 8. miejsce      |
| ATS east rent Białystok          | Awans z 1. ligi |
| Bebetto AZS UJD Częstochowa      | 5. miejsce      |
| Bronowianka Kraków               | 7. miejsce      |
| GLKS Scania Nadarzyn             | Półfinał        |
| KTS Enea Siarka Tarnobrzeg       | Mistrz          |
| KU AZS PWSIP Metal-Technik Łomża | Awans z 1. ligi |
| KU AZS UE Wrocław                | Półfinał        |
| Polmlek Lidzbark Warmiński       | Wicemistrz      |
| SKTS Sochaczew                   | 6. miejsce      |

## Faza zasadnicza
| Poz. | Drużyna                          | M  | Z  | P  | Pojedynki | Ratio | Punkty |
| ---- | -------------------------------- | -- | -- | -- | --------- | ----- | ------ |
| 1.   | KTS Enea Siarka Tarnobrzeg       | 15 | 14 | 1  | 42:12     | 2.667 | 40     |
| 2.   | KU AZS UE Wrocław                | 15 | 13 | 2  | 40:14     | 2.400 | 36     |
| 3.   | SKTS Sochaczew                   | 16 | 12 | 4  | 42:16     | 2.313 | 37     |
| 4.   | Bebetto AZS UJD Częstochowa      | 15 | 8  | 7  | 33:26     | 1.800 | 27     |
| 5.   | Polmlek Lidzbark Warmiński       | 16 | 8  | 8  | 34:35     | 1.500 | 24     |
| 6.   | Bronowianka Kraków               | 15 | 7  | 8  | 27:35     | 1.133 | 17     |
| 7.   | MUKS Start Nadarzyn              | 15 | 5  | 10 | 28:36     | 1.133 | 17     |
| 8.   | Asterm Dojlidy Białystok         | 15 | 4  | 11 | 19:36     | 0.933 | 14     |
| 9.   | KU AZS PWSIP Metal-Technik Łomża | 16 | 4  | 12 | 15:41     | 0.688 | 11     |
| 10.  | ATS east rent Białystok          | 16 | 2  | 14 | 14:43     | 0.500 | 8      |

|     | ATS | BIA | CZĘ | KRA | LDW | ŁOM | NAD | SOC | TAR | WRO |
| ATS | –   | 0:3 | 1:3 | 2:3 | 1:3 | 0:3 | 1:3 | 0:3 |     | 0:3 |
| BIA | 3:2 | –   |     | 2:3 | 1:3 | 3:0 |     | 0:3 | 0:3 | 0:3 |
| CZĘ | 3:1 | 3:0 | –   | 2:3 | 1:3 | 3:0 |     | 0:3 | 1:3 | 3:1 |
| KRA | 0:3 | 1:3 | 3:2 | –   |     | 3:0 | 3:1 | 1:3 | 0:3 | 0:3 |
| LDW |     | 3:2 | 3:2 | 3:2 | –   | 3:0 | 2:3 | 0:3 | 1:3 | 1:3 |
| ŁOM | 1:3 |     | 0:3 | 2:3 | 3:2 | –   | 3:2 | 0:3 | 0:3 | 0:3 |
| NAD | 3:0 | 3:2 | 1:3 | 3:1 | 2:3 | 1:3 | –   |     | 2:3 | 2:3 |
| SOC | 3:0 | 3:0 | 1:3 | 3:1 | 3:2 | 3:0 | 3:0 | –   | 1:3 |     |
| TAR | 3:0 | 3:0 | 3:1 |     | 3:0 |     | 3:1 | 3:2 | –   | 0:3 |
| WRO | 3:0 | 3:0 |     |     | 3:2 | 3:0 | 3:1 | 3:2 | 0:3 | –   |

## Medaliści
| Lp. | Drużyna                     |
| --- | --------------------------- |
| 1.  | KTS Forbet OWG Tarnobrzeg   |
| 2.  | KU AZS UE Wrocław           |
| 3.  | SKTS Sochaczew              |
| 3.  | Bebetto AZS UJD Częstochowa |